# أحمد بن حاتم الطويل
أبو جعفر أَحْمَد بْن حاتم بْن يَزِيد، الطويل، من رواة الحديث الثقات، كان يعمل خياطًا، عاش في بغداد ومات بها، وكان صدوقًا حسن الحديث.

## روايته للحديث
- سمع من: مالك بْن أنس، وعبد العزيز بْن مُحَمَّد الدراوردي، ومحمد بْن عمار المدني، ومسلم بْن خَالِد الزنجي، وعبد الرَّحْمَن بْن عَبْد اللَّه العمرى، وعمر بْن هارون البلخي، ويحيى بْن يمان الْكُوفِيّ، وشعيب بْن حرب المدائني، وعيسى بن يونس.[4]
- رَوَى عَنْهُ: عباس بْن مُحَمَّد الدوري، والحسن بْن عَلِيّ بْن الوليد الفارسي، ويعقوب بْن إِسْحَاق المخرمي، ومحمد بْن بشر بْن مطر، وإدريس بْن عَبْد الكريم الْمُقْرِئ، وَعَبْد اللَّهِ بْن أَحْمَدَ بْن حَنْبَل، وابن أبي الدنيا وَغيرهم.[4]
- الجرح والتعديل: قال أحمد بن حنبل : كان رجلًا صالحًا، وقال الدارقطني: ثقة، وقال صالح بن محمد جزرة : من الثقات، وقال عبد الله بن أحمد بن حنبل : كان ثقة رجلا صالحا، وقال يحيى بن معين : لا أعرفه، ومرة: ثقة، ومرة: ليس به بأس.[2]